# بوزریعه
بوزریعه (به عربی: بوزریعة) یک شهرداری در الجزایر است که در استان الجزیره واقع شده‌است.